# Todorka Yordanova
Todorka Yordanova (en bulgare Тодорка Йорданова), née le 3 janvier 1956, est une joueuse bulgare de basket-ball, médaillée de bronze aux Jeux olympiques d'été de 1976. 

## Palmarès
- Médaillée de bronze olympique 1976
- Médaillée de bronze au championnat d'Europe de basket-ball féminin 1976